# 양평 용문사 은행나무
양평 용문사 은행나무(楊平 龍門寺 은행나무)는 대한민국 경기도 양평군 용문면 용문사에 있는 은행나무이다. 1962년 12월 7일 대한민국의 천연기념물 제30호 '용문사의 은행나무'로 지정되었다가, 2008년 현재의 명칭으로 변경되었다.
나이가 2024년 기준으로 1100 살로 추정되며 높이 38.8미터, 밑둥 둘레가 14미터로 한국에서 가장 키가 큰 은행나무이다.
한편 이 은행나무가 앞으로 200년을 더 산다고 할 때 그 경제적 가치는 약 1조 6,884억원이라고 한다.

## 개요
은행나무는 살아 있는 화석이라 할 만큼 오래된 나무로 대한민국, 일본, 중국 등지에 분포하고 있다. 대한민국에는 중국에서 유교와 불교가 전해질 때 같이 들어온 것으로 전해지고 있다. 가을 단풍이 매우 아름답고 병충해가 없으며 넓고 짙은 그늘을 제공한다는 장점이 있어 정자나무 또는 가로수로도 많이 심는다.
용문사의 은행나무는 나이가 약 1,018살 정도로 추정되며, 높이 38.8m, 뿌리부분 둘레 15.2m이다. 한반도의 은행나무 가운데 높이에 있어서 최고 높은 기록을 가지고 있으며 줄기 아래에 혹이 있는 것이 특징이다.
이 나무는 통일신라 경순왕(재위 927∼935)의 아들인 마의태자가 나라를 잃은 설움을 안고 금강산으로 가다가 심었다는 전설과 의상대사가 짚고 다니던 지팡이를 꽂아 놓은 것이 자라서 나무가 되었다는 전설이 전해진다. 이 외에도 나무를 자르려고 톱을 대었는데 그 자리에서 피가 났다는 이야기, 정미의병(1907) 항쟁 때 일본군이 용문사에 불을 질렀는데 이 나무만 타지 않았다는 이야기들이 전해지고, 나라에 큰 일이 일어날 때마다 소리를 내어 알렸다고도 한다.
용문사의 은행나무는 조선 세종(재위 1418∼1450) 때 당상관(정3품)이란 품계를 받을 만큼 중히 여겨져 오랜 세월동안 조상들의 관심과 보살핌 가운데 살아온 나무이며, 생물학적 자료로서도 가치가 높아 천연기념물로 지정·보호되고 있다.

## 현재 천연기념물로 지정되어 있는 은행나무
| 호수 | 품목                 | 지정(등록)일 | 소재지                                                         | 소유자(소유단체)                | 관리자(관리단체) |
| ---- | -------------------- | ------------ | -------------------------------------------------------------- | ------------------------------- | ---------------- |
| 30   | 양평 용문사 은행나무 | 1962.12.07   | 경기 양평군 용문면 신점리 626-1번지                            | 대한불교조계종 용문사           | 양평군           |
| 59   | 서울 문묘 은행나무   | 1962.12.07   | 서울특별시 종로구 성균관로 31 (명륜3가, 유림회관)              | 문화재청                        | 서울특별시       |
| 64   | 울주 구량리 은행나무 | 1962.12.07   | 울산 울주군 두서면 구량리 860번지                              | 울주군 외                       | 울주군           |
| 76   | 영월 하송리 은행나무 | 1962.12.07   | 강원 영월군 영월읍 하송리 190-4번지                            | 영월군                          | 영월군           |
| 84   | 금산 요광리 은행나무 | 1962.12.07   | 충남 금산군 추부면 요광리 329-8번지                            | 건설부 외                       | 금산군           |
| 165  | 괴산 읍내리 은행나무 | 1964.01.31   | 충북 괴산군 청안면 청안읍내로3길 8, (청안초등학교 내) (읍내리) | 충청북도교육감                  | 괴산군           |
| 166  | 강릉 장덕리 은행나무 | 1964.01.31   | 강원 강릉시 주문진읍 장덕리 643번지                            | 강릉시 외                       | 강릉시           |
| 167  | 원주 반계리 은행나무 | 1964.01.31   | 강원도 원주시 문막읍 반계리 1495-1번지                         | 원주시                          | 원주시           |
| 175  | 안동 용계리 은행나무 | 1966.01.13   | 경북 안동시 길안면 용계리 744외 8필                            | 국토교통부                      | 안동시           |
| 223  | 영동 영국사 은행나무 | 1970.04.27   | 충북 영동군 양산면 누교리 1395-14번지                          | 국토교통부 외                   | 영동군           |
| 225  | 구미 농소리 은행나무 | 1970.06.03   | 경북 구미시 옥성면 이곡1길 10 (농소리)                         | 건설부 외                       | 구미시           |
| 300  | 금릉 조룡리 은행나무 | 1982.11.09   | 경북 김천시 대덕면 조룡리 51외 2필                             | 김녕김씨충의공파김천금릉종중 외 | 김천시           |
| 301  | 청도 대전리 은행나무 | 1982.11.09   | 경북 청도군 이서면 대전리 638외 2필                            | 농림수산부 외                   | 청도군           |
| 302  | 의령 세간리 은행나무 | 1982.11.09   | 경남 의령군 유곡면 세간리 808외 3필                            | 의령군 외                       | 의령군           |
| 303  | 화순 야사리 은행나무 | 1982.11.09   | 전남 화순군 이서면 야사리 182-1번지 4필                        | 건설부 외                       | 화순군           |
| 304  | 강화 볼음도 은행나무 | 1982.11.09   | 인천 강화군 서도면 볼음도리 산186번지 외 1필                   | 강화군                          | 강화군           |
| 320  | 부여 주암리 은행나무 | 1982.11.09   | 충남 부여군 내산면 주암리 148-1번지 4필                        | 부여군 외                       | 부여군           |
| 365  | 금산 보석사 은행나무 | 1990.08.02   | 충남 금산군 남이면 석동리 709번지                              | 대한불교조계종 보석사           | 금산군           |
| 385  | 강진 성동리 은행나무 | 1997.12.30   | 전남 강진군 병영면 성동리 70번지                               | 건설교통부 외                   | 강진군           |
| 402  | 청도 적천사 은행나무 | 1998.12.23   | 경북 청도군 청도읍 월곡안길 28-293 (원리)                      | 적천사 외                       | 청도군           |
| 406  | 함양 운곡리 은행나무 | 1999.04.06   | 경남 함양군 서하면 운곡리 779번지                              | 함양군 외                       | 함양군           |
| 482  | 담양 봉안리 은행나무 | 2007.08.09   | 전남 담양군 무정면 봉안리 술지마을 1043-3번지                  | 건설부 외                       | 담양군           |
| 551  | 당진 면천 은행나무   | 2016.09.06   | 충청남도 당진시 동문1길 3 (면천면)                             | 충청남도교육청 외               | 당진시           |
| 562  | 인천 장수동 은행나무 | 2021.02.08   | 인천 남동구 장수동 63-6번지                                    | 충청남도교육청 외               | 남동구청         |